# Нойнкхаузен
Нойнкхаузен (нем. Neunkhausen) — община в Германии, в земле Рейнланд-Пфальц. 
Входит в состав района Вестервальд. Подчиняется управлению Бад Мариенберг (Вестервальд).  Население составляет 1107 человек (на 31 декабря 2010 года). Занимает площадь 7,86 км².